# Shi Han
Shi Han (chiń. upr. 施晗; pinyin Shī Hán; ur. 30 maja 2005) – chińska tenisistka.
W przeciągu kariery zwyciężyła w trzech singlowych i jednym deblowym turnieju rangi ITF. 17 marca 2025 roku zajmowała najwyższe miejsce w rankingu singlowym WTA Tour – 200. pozycję. Natomiast 31 marca 2025 zajmowała 344. pozycję w rankingu deblowym WTA.

## Finały turniejów ITF
| turnieje z pulą nagród 100 000 $ (W100) |
| turnieje z pulą nagród 80 000 $ (W80)   |
| turnieje z pulą nagród 60 000 $ (W75)   |
| turnieje z pulą nagród 40 000 $ (W50)   |
| turnieje z pulą nagród 25 000 $ (W35)   |
| turnieje z pulą nagród 15 000 $ (W15)   |

### Gra pojedyncza 5 (3–2)
| Rezultat     |    | Data       | Turniej  | ($)    | Naw.    | Przeciwniczka   | Wynik         |
| Finalistka   | 1. | 25/06/2023 | Tiencin  | 15 000 | Twarda  | Zheng Wushuang  | 3:6, 2:6      |
| Finalistka   | 2. | 15/10/2023 | Shenzhen | 40 000 | Twarda  | Thasaporn Naklo | 3:6, 5:7      |
| Zwyciężczyni | 1. | 19/05/2024 | Kunming  | 40 000 | Ceglana | Li Zongyu       | 6:4, 6:3      |
| Zwyciężczyni | 2. | 16/06/2024 | Taizhou  | 40 000 | Twarda  | Lu Jiajing      | 2:6, 7:5, 6:2 |
| Zwyciężczyni | 3. | 25/08/2024 | Kunshan  | 25 000 | Twarda  | Cody Wong       | 6:0, 7:5      |

### Gra podwójna 3 (1–2)
| Rezultat     |    | Data       | Turniej  | ($)    | Naw.   | Partnerka | Przeciwniczki          | Wynik          |
| Zwyciężczyni | 1. | 02/07/2023 | Tiencin  | 15 000 | Twarda | Ren Yufei | Cao Yajing Huang Yujia | 6:1, 6:3       |
| Finalistka   | 1. | 02/07/2024 | Changwon | 25 000 | Twarda | Li Zongyu | Li Zongyu Erika Sema   | 4:6, 6:4, 4–10 |
| Finalistka   | 2. | 15/09/2024 | Guiyang  | 40 000 | Twarda | Li Zongyu | Feng Shuo Ye Qiuyu     | 6:7, 3:6       |